# Philip Felgner
Philip Louis Felgner (7 de febrero de 1950; Frankenmuth, Míchigan, EE. UU.) es un bioquímico e inmunólogo estadounidense, especializado en tecnología de lipofección y genética. Es uno de los padres de la vacuna contra el virus SARS-CoV-2, responsable de la Covid-19, por lo que en 2021 se le otorgó el Premio Princesa de Asturias de Investigación Científica y Técnica.

## Trayectoria
En 1972 se graduó en Bioquímica en la Universidad Estatal de Michigan, obteniendo el Máster en 1975 y el Doctorado en 1978. Realizó un trabajo de postdoctorado en la Universidad de Virginia.
Se incorporó a Syntex Research, como científico de planta, donde desarrolló el primer reactivo de lípidos catiónicos para la transferencia de genes, comercializado como Lipofectin, y otros reactivos similares que se usan en aplicaciones de biología molecular y terapia génica.
En 1985 descubrió y desarrolló la tecnología de lipofección, que consiste en la introducción de material genético en un liposoma para que pueda ser transportado al interior de las células. Además es pionero en la utilización de microarrays de proteínas para estudiar la respuesta del sistema inmunitario ante diferentes microorganismos infecciosos y así poder determinar los antígenos más adecuados para vacunas y en pruebas diagnósticas.
En 1988 fundó Vical, Inc. de la que fue director de desarrollo. Al frente de Vical, y en colaboración con la Universidad de Wisconsin, descubrió que las secuencias de genes indicadores funcionales («ADN desnudo») podían introducirse directamente en el músculo esquelético sin el uso de vectores virales. También demostraron que era posible generar potentes respuestas inmunitarias antivirales mediante la inyección intramuscular de plásmidos que codifican antígenos virales.
Sus investigaciones han sido fundamentales para el desarrollo de las vacunas de ADN, que introducen en el organismo el material genético que codifica para los antígenos virales. Entre las más destacadas se encuentra la vacuna contra el virus SARS-CoV-2, que actúa sobre la proteína S, presente en la superficie del virus y es la «llave» para que pueda entrar en la célula humana. Esto se consigue haciendo que el sistema inmunológico sea capaz de reconocer que esa proteína no tendría que estar en nuestro organismo y produzca anticuerpos y linfocitos T. Los anticuerpos se adhieren a la proteína S e impiden que el virus siga avanzando. Los linfocitos T crean la memoria inmune, haciendo que nuestro organismo detecte la presencia de dicha proteína.
A fecha de enero de 2022, dirige el Centro de Investigación y Desarrollo de Vacunas de la Universidad de California y el Laboratorio y Centro de Capacitación de microarrays de Proteínas donde, en colaboración con científicos de más de 30 centros en todo el mundo, desarrolla vacunas, entre otras, para el VIH, el dengue o el virus del Nilo Occidental.
En octubre de 2022 realizó unas declaraciones en las que afirmaba que «ninguna vacuna protege de la infección [por Covid-19].» y que 
«sería mejor hacer pruebas de inmunidad que vacunar cada seis meses.»
Ha publicado más de 200 artículos y registrado 45 patentes, con un índice h de 74.

## Premios
- Premio «Inventor del año» del sur de California en 1996.[11]
- En 2021 ganó el Premio Princesa de Asturias de Investigación Científica y Técnica, junto con Drew Weissman, Katalin Karikó, Uğur Şahin, Özlem Türeci, Derrick Rossi y Sarah Gilbert por su contribución científica encaminada a enfrentar la pandemia de COVID-19 y que «de forma independiente, han contribuido al desarrollo de alguna de las vacunas aprobadas hasta la fecha, todas ellas basadas en diferentes estrategias, que tienen la proteína S como blanco común».[12]